# Tiltil
Tiltil este un oraș și comună din provincia Chacabuco, regiunea Metropolitană Santiago, Chile, cu o populație de 14.755 locuitori (2012) și o suprafață de 653 km2.